# Burgruine Speckerturm
Die Burgruine Speckerturm, auch Speck oder Specker Turm genannt, ist die Ruine der Burg Speckstein. Die Spornburg liegt am Abhang der Ratzinger Höhe auf 530 m ü. NHN östlich von Hirnsberg, einem Ortsteil der Gemeinde Bad Endorf im Landkreis Rosenheim in Bayern. Die Anlage wird als Bodendenkmal unter der Aktennummer D-1-8139-0019 im Bayernatlas als „Burgstall des hohen und späten Mittelalters ("Speckerturm" bzw. "Hirnsberg")“ geführt. 

## Geschichte
Über die Burg ist heute nicht viel bekannt, sie wird in älterer Literatur auch mit der Burg Antwort, einer Burg Alt-Hirnsberg oder mit einer Vorgängeranlage der Burg Hirnsberg gleichgesetzt.

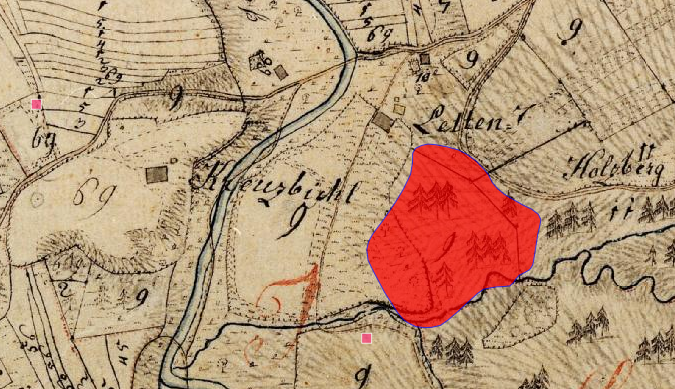
Lageplan der Burgruine Speckerturm auf dem Urkataster von Bayern

Möglicherweise ist sie benannt nach dem benachbarten Hof „Beim Specker“ und wurde im 12. Jahrhundert von den Herren von Hirnsberg, Lehensleute der Grafen von Falkenstein-Neuburg, erbaut und war vermutlich eine Nebenburg der Burg Hirnsberg.
Von der ehemaligen Burganlage mit einem Burgplatz von 20 mal 25 Meter ist nur noch das 7,5 Meter hohe Kernmauerwerk des quadratischen Wohnturmes oder des Bergfriedes mit einer Grundfläche von 7 mal 7 Meter in der Südostecke erhalten. 